# White Gold
White Gold – brytyjski serial telewizyjny (komediowy) wyprodukowany przez  Fudge Park Productions, którego twórcą jest Damon Beesley. Serial jest emitowany od 28 maja 2017  przez  BBC Two, natomiast w Polsce jest udostępniony od 14 września 2017 roku przez Netflix

## Fabuła
Akcja serialu dzieje się w latach 80. XX wieku w brytyjskim mieście Essex, opowiada o sprzedawcach okien firmy Cachet.

## Obsada
- Ed Westwick jako Vincent Swan(sezon 1-)
- James Buckley jako Brian Fitzpatrick(sezon 1-)
- Joe Thomas jako Martin Lavender(sezon 1-)
- Nigel Lindsay jako Tony Walsh(sezon 1-)
- Linzey Cocker jako Sam Swan(sezon 1-)
- Lauren  O’Rourke jako Carol(sezon 1-)
- Lee Ross jako Ronnie Farrell(sezon 1-)
- Rachel Shenton jako Jo Scott(sezon 1-)
- Jamie Demetriou jako Bus Rodent(sezon 2- )

## Odcinki
| Sezon | Odcinki | Oryginalna emisja w BBC Two | Oryginalna emisja w BBC Two | Oryginalna emisja w Netflix | Oryginalna emisja w Netflix | Oryginalna emisja w Netflix |
| Sezon | Odcinki | Premiera sezonu             | Finał sezonu                | Premiera sezonu             | Finał sezonu                |                             |
| ----- | ------- | --------------------------- | --------------------------- | --------------------------- | --------------------------- | --------------------------- |
| 1     | 6       | 28 maja 2017                | 28 czerwca 2017             | 14 września 2019            | 14 września 2019            |                             |
| 2     | 6       | 6 marca 2019                | 10 kwietnia 2019            |                             |                             |                             |

### Sezon 1 (2017)
| Nr | # | Tytuł                      | Reżyseria     | Scenariusz    | Premiera w BBC Two | Premiera w Netflix |
| -- | - | -------------------------- | ------------- | ------------- | ------------------ | ------------------ |
| 1  | 1 | Salesmen Are Like Vampires | Damon Beesley | Damon Beesley | 28 maja 2017       | 14 września 2017   |
| 2  | 2 | Sexy Rollercoaster         | Damon Beesley | Joe Thomas    | 4 czerwca 2017     | 14 września 2017   |
| 3  | 3 | Close Encounters           | Damon Beesley | Damon Beesley | 11 czerwca 2017    | 14 września 2017   |
| 4  | 4 | The Widow Maker            | Damon Beesley | Damon Beesley | 14 czerwca 2017    | 14 września 2017   |
| 5  | 5 | Smell the Weakness         | Damon Beesley | Chris Niel    | 21 czerwca 2017    | 14 września 2017   |
| 6  | 6 | The Secret of Sales        | Damon Beesley | Damon Beesley | 28 czerwca 2017    | 14 września 2017   |

### Sezon 2 (2019)
| Nr | # | Tytuł                              | Reżyseria     | Scenariusz    | Premiera w BBC Two | Premiera w Netflix |
| -- | - | ---------------------------------- | ------------- | ------------- | ------------------ | ------------------ |
| 7  | 1 | The Past Does Not Equal the Future | Damon Beesley | Damon Beesley | 6 marca 2019       | nieemitowany       |
| 8  | 2 | Take One for the Team              | Damon Beesley | Joe Thomas    | 13 marca 2019      | nieemitowany       |
| 9  | 3 | The Essex Illuminati               | Damon Beesley | Chris Niel    | 20 marca 2019      | nieemitowany       |
| 10 | 4 | Small Victories                    | Damon Beesley | Damon Beesley | 27 marca 2019      | nieemitowany       |
| 11 | 5 | Capturing the Flag                 | Damon Beesley | Damon Beesley | 3 kwietnia 2019    | nieemitowany       |
| 12 | 6 | Winning Isn't Everything           | Damon Beesley | Damon Beesley | 10 kwietnia 2019   | nieemitowany       |

## Produkcja
Pod koniec czerwca 2017 roku, stacja BBC Two zamówiła drugi sezon.